# Budapešťská konvence
Budapešťská konvence představuje rakousko-ruskou dohodu podepsanou 15. ledna 1877 v Budapešti, která umožnila Rusku zahájit válku s Tureckem.
Rusko si tak zajistilo neutrální postoj Rakouska poté, co ve smlouvě definovalo své válečné cíle, které neměly porušit závazky dohody ze Zákup. V březnu 1877 byla podepsána další smlouva, která byla také signována datem 15. leden, v níž se Rusko zavázalo, že nebude usilovat o vytvoření velkého slovanského státu na Balkánském poloostrově. Rusko dále uznalo právo Rakouska na okupaci Bosny a Hercegoviny.
Pozdější ustavení Velkého Bulharska, které bylo umožněno Sanstefanskou mírovou smlouvou, bylo Rakouskem interpretováno jako zásadní porušení Budapešťské konvence.